# Olena Stepaniw

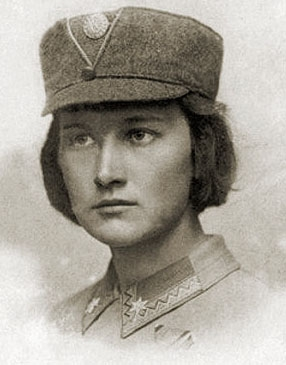
Porträt Olena Stepaniw in Uniform (um 1915)

Olena Stepaniw (ukrainisch Олена Іванівна Степанів Olena Iwaniwna Stepaniw, auch: Olena Stepaniwna, Olena Stepaniw-Daschkewytsch; * 7. Dezember 1892, Wyschniwtschyk, Bezirk Przemyślany, Österreich-Ungarn, heute Rajon Peremyschljany, Ukraine; † 11. Juli 1963 in Lwiw) war eine ukrainische Soldatin, die als erste Offizierin in der Ukrainischen Galizischen Armee bekannt wurde. Sie war Historikerin, Geografin, Schul- und Hochschullehrerin und verfasste unter anderem 1943 eine umfassende wirtschaftsgeografische Monografie der Stadt Lwiw.

## Leben

### Familie, Kindheit und Ausbildung
Stepaniw wurde als drittes Kind von Maria-Mynodora und Iwan Stepaniw in Wyschniwtschyk, einem Dorf zwischen Lwiw und Ternopil, geboren. Ihr Vater war Priester der Ukrainischen griechisch-katholischen Kirche und engagierte sich in der ukrainischen Kulturorganisation Proswita. Ihr Vater entschied sich, nicht – wie man zu dieser Zeit hätte erwarten können – den älteren Bruder, sondern Olena eine höhere Bildung zukommen zu lassen. Ihr Bruder Ananij starb 1919 als Soldat im Polnisch-Ukrainischen Krieg bei Schurawno.
Nach Abschluss des Gymnasiums und des Lehrerinnenseminars der Ukrainischen Pädagogischen Gesellschaft studierte sie ab 1912 an der Lemberger Universität Geschichte und Geografie sowie als Nebenfächer Philosophie, Slawistik, Ethnografie und Anthropologie.

### Kriegsteilnahme
Sie engagierte sich in der patriotischen Sokil-Bewegung, wo sie eine Frauengruppe leitete. Kurz vor dem Ausbruch des Ersten Weltkriegs lernte sie bei einem studentischen Treffen ihren späteren Ehemann Roman Daschkewytsch kennen, der bald darauf als Soldat an die Front ging. (Andere Quellen berichten von Kennenlernen der beiden erst Jahre später, so wie generell wenig über ihr Privatleben bekannt ist.) Stepaniw engagierte sich in Folge als Krankenschwester und gründete mit Gleichgesinnten eine Sanitätsstation. Bereits zuvor war sie der Fraueneinheit der Sitscher Schützen beigetreten, die dann an der Seite Österreich-Ungarns am Krieg teilnahmen (Ukrainische Legion).
Nach einigen Schwierigkeiten trat sie – statt weiter als Sanitäterin zu arbeiten – als reguläre Soldatin in die Armee ein und wurde kurz darauf zum Fähnrich ernannt. Sie nahm an verschiedenen Kampfeinsätzen teil, darunter der Schlacht um den Berg Makiwka gegen russische Truppen, die als wichtige Episode in die ukrainische Geschichtsschreibung eingegangen ist. Stepaniw wurde mit einer Silbermedaille für Tapferkeit ausgezeichnet und in den Offiziersrang befördert.
Im Mai 1915 geriet sie in russische Kriegsgefangenschaft, die sie bis 1917 überwiegend in einem Lager in Taschkent (heute Usbekistan) verbrachte. Nach ihrer Rückkehr trat sie als Zugführerin („четар“) in die Ukrainische Galizische Armee ein und war an den Ereignissen rund um die Ausrufung der Westukrainischen Volksrepublik in Lwiw im November 1918 sowie dem folgenden Polnisch-Ukrainischen Krieg beteiligt, kämpfte aber nicht mehr an der Front. Nachdem sie an Typhus erkrankte, musste sie die Armee verlassen und arbeitete als Pressereferentin im Staatssekretariat für Auswärtige Angelegenheiten der Volksrepublik und im Außenministerium der Ukrainischen Volksrepublik in Kamjanez-Podilskyj.

### Zwischenkriegszeit
Im Jahr 1919 kam sie mit einer diplomatischen Delegation nach Wien, wo sie ihr Studium fortsetzte und 1921 mit einer Arbeit zur gesellschaftlichen Entwicklung der alten Rus zum Dr. phil. promoviert wurde. Bereits 1920 hatte sie Roman Daschkewytsch geheiratet, mit dem sie 1921/1922 in das – nun polnisch regierte – Lwiw zurückkehrte. Hier nahm sie eine Tätigkeit als Lehrerin für Geschichte und Geografie am Gymnasium der Basilianerinnen auf und unterrichtete an einer geheimen ukrainischen Universität. Sie trat unter anderem der Wissenschaftlichen Gesellschaft Schewtschenko bei und engagierte sich bei den ukrainischen Pfadfindern („Plast“) und der illegalen ukrainischen Militärorganisation (УВО), die gegründet worden war, um den bewaffneten Kampf für die ukrainische Eigenstaatlichkeit fortzusetzen. 1925 zog sie sich aus der politischen Arbeit zurück und 1935 wurde ihr Sohn Jaroslaw geboren.
Nachdem die polnische Schulaufsicht sie 1935 aus dem Schuldienst entlassen hatte, war Stepaniw von 1935 bis 1937 für die Bildungsgesellschaft Ridna Schkola und 1935 – 1939 für den Revisionsverband der ukrainischen Genossenschaften tätig. Daneben arbeitete sie wissenschaftlich auf dem Gebiet der Wirtschaftsgeografie und Demografie.

### Zweiter Weltkrieg und Nachkriegszeit
In der Zeit der sowjetischen Besatzung Lwiws von 1939 bis 1941 leitete sie das Amt für Statistik, und während der deutschen Besatzung bis 1944 unterrichtete sie an allgemeinbildenden und Berufsschulen. Ab 1944 – Lwiw war jetzt wieder sowjetisch – war sie leitende Wissenschaftlerin im Sektor für Industrieökonomie am Institut für Wirtschaftswissenschaften der Akademie der Wissenschaften der UdSSR in Lwiw sowie stellvertretende außerordentliche Professorin der Abteilung für Wirtschaftsgeographie der Iwan-Franko-Universität und Dozentin in verschiedenen wirtschaftswissenschaftlichen Abteilungen. Von 1946 bis 1948 leitete sie die Abteilung für Wirtschaftsgeographie des Instituts für Wirtschaft an der Akademie der Wissenschaften in Kiew.

### Lagerhaft, Alter, Tod
Ende Dezember 1949 wurde Stepaniw wegen „Hochverrats und antisowjetischer Aktivitäten“ verhaftet – man warf ihr vor, nationalistische Literatur zu besitzen, sich heimlich mit Roman Schuchewytsch getroffen zu haben und antisowjetische Artikel verfasst zu haben. Ihre veröffentlichten Memoiren wurden gegen sie verwendet, ihre Bücher verbrannt. Auch ihre frühere Ehe mit Roman Daschkewytsch wurde ihr zur Last gelegt; dieser war bereits 1943 nach Österreich emigriert. Stepaniw sagte bei einem Verhör 1950 aus, dass sie sich im Jahr 1926 hätte scheiden lassen.
Sie wurde dann zwar nicht zu den von der Staatsanwaltschaft geforderten 25 Jahren, aber zu zehn Jahren Lagerhaft in Mordwinien verurteilt. Dort arbeitete sie mehrere Jahre im Torfabbau und später als Buchbinderin in einer Bibliothek. 1956 – in diesem Jahr begann die Entstalinisierung unter Nikita Chruschtschow – wurde die Haftzeit auf die bereits verbüßte Zeit reduziert und sie wurde entlassen. Mit schlechtem Gesundheitszustand kehrte sie nach Lwiw zurück, konnte bzw. durfte dort jedoch nicht mehr wissenschaftlich arbeiten und lebte von einer Rente in Höhe von 89 Karbowanzen, der Unterstützung von Personen aus ihrem früheren Umfeld und „Paketen aus Übersee“.
Olena Stepaniw starb 1963 in Lwiw an einer Krebserkrankung. Ihre Grabstätte liegt auf dem dortigen Lytschakiwski-Friedhof.

## Würdigung

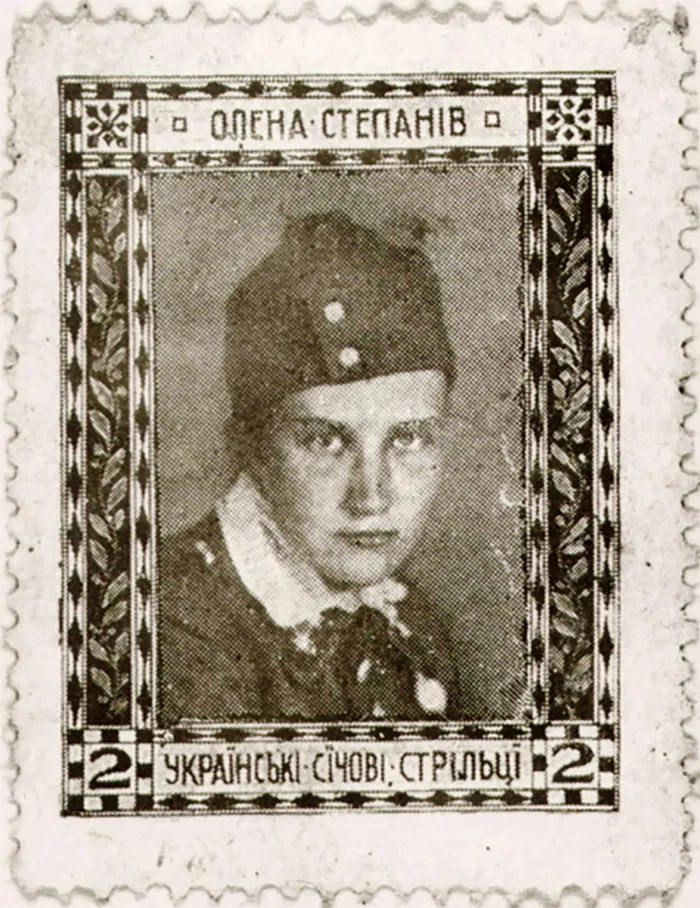
Briefmarke mit Olena Stepaniw aus dem Jahr 1915

Bereits früh begann der Prozess der Heroisierung Olena Stepaniws. Auch ihre Vorgesetzten hatten Teil daran, indem sie sie männlichen Soldaten als Vorbild für Tapferkeit darstellten. Von Beginn ihres Militärdienstes an wurde ihr Schicksal von der Öffentlichkeit aufmerksam verfolgt und in der ukrainischen, deutschen und russischen Presse über sie geschrieben. Der Maler Ossyp Kurylas malte sie um 1914/1915, und 1915 widmete ihr ein unbekannter Autor das Lied Über Makiwka und Stepaniwna. Es gab Postkarten und eine Briefmarke, auf der sie abgebildet war.
Im Zuge der Unabhängigkeit der Ukraine erfuhr Olena Stepaniw postum erneut eine Reihe von Ehrungen: Straßen in Lwiw, Slawsko, Stryj, Nadwirna, Brody und weiteren Orten sind nach ihr benannt. Das Ukrainische humanitäre Gymnasium in Lwiw, an dem sie Anfang der 1930er als Geografielehrerin  unterrichtete, trägt ihren Namen. Das Gebäude der Geografischen Fakultät der Nationalen Iwan-Franko-Universität erhielt 2012 eine Gedenktafel, ebenso die Schule der Basilianerinnen, wo sie in den 1920ern unterrichtet hatte sowie an ihrem letzten Wohnort in Lwiw, einem kleinen Haus an der Kosatzka-Straße 11a.
Im Jahr 2015 stiftete der Stadtrat von Lwiw den Olena-Stepaniwna-Preis, der an Frauen verliehen wird, „die durch selbstlose Arbeit einen bedeutenden Beitrag zur Entwicklung von Bildung, Wissenschaft, Kultur und dem öffentlichen Leben in Lwiw geleistet haben.“

## Publikationen
Olena Stepaniw ist Autorin von mehr als 70 Werken, von denen etwa 50 veröffentlicht wurden. Ihre Memoiren erschienen zwischen 1930 und 1934 sowie 1943 in mehreren Etappen. Zu ihren wissenschaftlichen Veröffentlichungen auf dem Gebiet der Geschichte und Geografie zählten ein Nachschlagewerk zu Gesundheitsgenossenschaften (1930) sowie
- Сучасний Львів. (Modernes Lemberg). 1943 (ukrainisch, org.ua [abgerufen am 4. März 2023]).
- Мандруймо по рідному краю. (Reisen wir durch die Heimat). 1943 (ukrainisch).
- Архітектурне обличчя Львова. (Das architektonische Gesicht von Lemberg). 1945.